# Lukáš Řezníček
Lukáš Řezníček (* 23. února 1988, Plzeň) je český sochař.

## Život a dílo

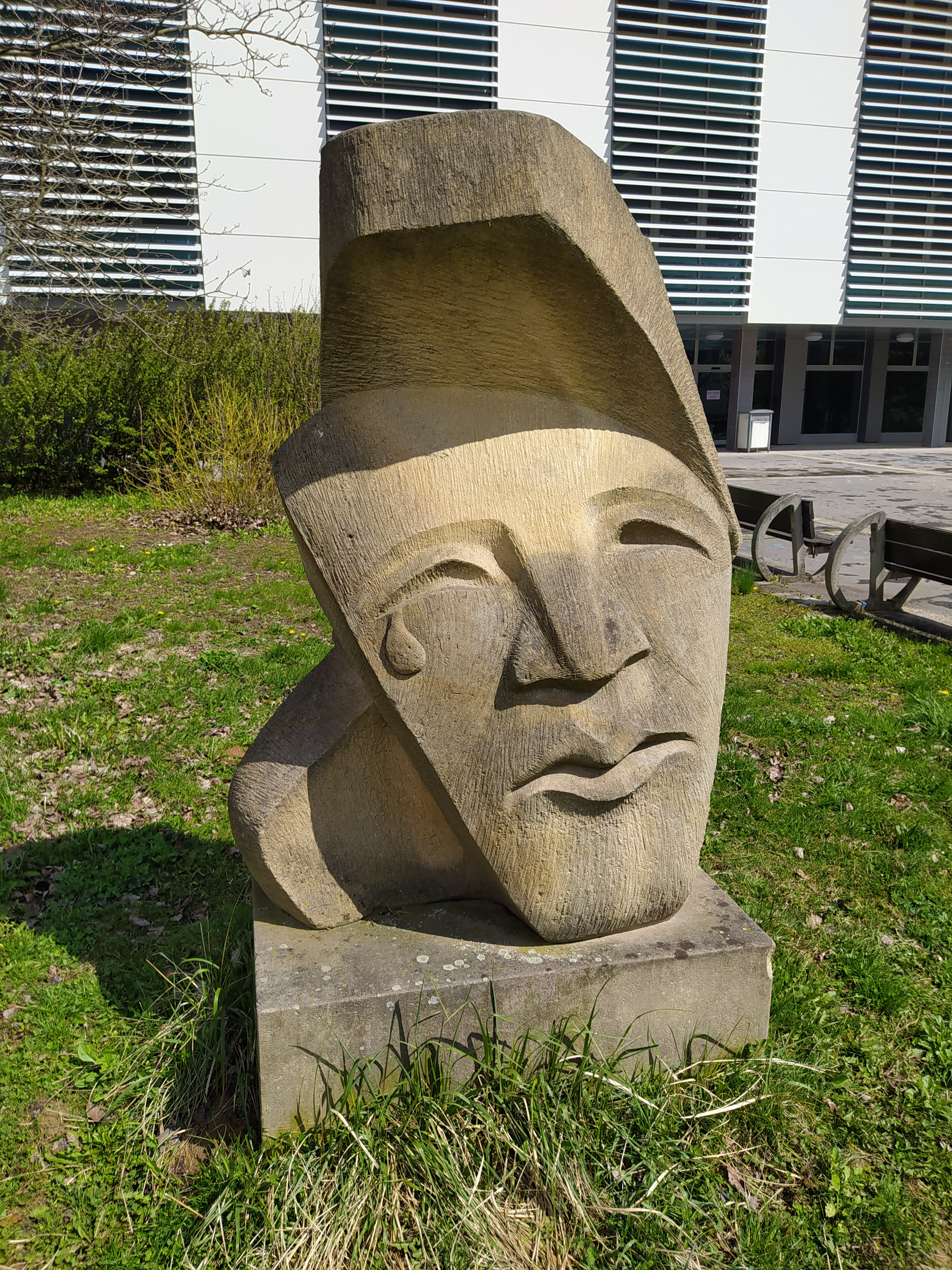
Tvář se slzou (Maska)

Lukáš Řezníček vystudoval v letech 2004 až 2009 Střední uměleckoprůmyslovou školu sochařskou a kamenickou v Hořicích (obor kamenosochař) a žije a tvoří ve Chválenicích u Plzně. Po dokončení studií začal studovat umělecké kovářství, které však nedokončil. Přesto získal umělecké dovednosti spojení kamene a kovu, které jsou především jeho originálním uměleckým stylem. Mezi jeho oblíbené sochařské materiály patří cín, žula a mramor. Již během školních let se úspěšně účastnil sochařských soutěží a byl zván na řadu sympozií. Od roku 2010 se často věnuje zakázkové tvorbě.
V Univerzitním muzeu VŠB – Technická univerzity Ostrava v Ostravě-Porubě lze v rámci sbírek zhlédnout jeho absolventské dílo „Tvář se slzou (Maska)“.